# Michael Williams (calciatore 1988)
Michael Williams (5 febbraio 1988) è un ex calciatore montserratiano, di ruolo difensore.

## Caratteristiche tecniche
È un terzino destro.

## Carriera

### Club
Nel 2010 l'Highgate Utd, club di Midland Football Alliance (nona divisione inglese), lo preleva dall'Evesham. Passa poi a stagione in corso al Coleshill Town e quindi al Northwood, con cui all'inizio della stagione 2011-2012 gioca una partita nei turni preliminari di FA Cup per poi trasferirsi al Willenhall Town e, nell'ottobre del 2011, al Rugby Town, nella Division One Central della Southern Football League (ottava divisione): qui, in 2 stagioni di permanenza condizionate anche da vari problemi fisici, mette a segno complessivamente 3 reti in 38 partite di campionato. Nell'ottobre del 2013 lascia il club e si accasa allo Stratford Town ma, dopo sole 6 presenze, nel gennaio del 2014 torna al Rugby Town per concludervi la stagione 2013-2014 con ulteriori 11 presenze, sfiorando tra l'altro la promozione in settima divisione.
Nella stagione 2014-2015 gioca poi agli Stafford Rangers ed in seguito dal gennaio del 2015 all'Hinckley, mentre nella stagione 2015-2016 dopo aver giocato 3 partite in Southern Football League (settima divisione) con il Leamington si trasferisce al Chasetown, nuovamente in ottava divisione. L'anno seguente, dopo una breve parentesi in settima divisione all'Hednesford Town gioca in ottava divisione con il Leek Town; gioca poi in settima divisione con Market Drayton e Rushall Olympic, mentre nella stagione 2019-2020 dopo pochi mesi agli Stone Old Alleynians nella Division One della North West Counties League (decima divisione) torna al Chasetown, club della Division One South East della Northern Premier League (ottava divisione), senza comunque di fatto mai scendere in campo per il club per via della sospensione dei campionati dovuta alla pandemia di COVID-19; l'anno seguente fa invece ritorno agli Stafford Rangers, in Northern Premier League (settima divisione).

### Nazionale
Ha esordito in nazionale il 30 maggio 2014; il 27 ed il 31 marzo 2015 ha invece giocato le sue prime partite di qualificazione ai Mondiali; negli anni seguenti ha partecipato anche a delle partite di qualificazione alla CONCACAF Nations League. Tra il 2014 ed il 2019 ha giocato complessivamente 13 partite in nazionale, senza mai segnare.